# Goose house Phrase ＃09 光るなら
『Goose house Phrase #09 光るなら』（グースハウス フレーズ ナイン ひかるなら）は、2014年11月19日発売されたGoose houseの2ndシングル。

## 概要
表題曲は、2014年9月15日に東京国際フォーラム ホールCで開催された「Goose house Live Tour 2014」のツアーファイナルで初めて披露された。
初回限定盤と通常盤の2形態でリリースされ、初回生産限定盤に付属のDVDには表題曲「光るなら」のミュージック・ビデオが収録されている。また、初回限定盤のジャケットはデジパック仕様で、タイアップ先のアニメ『四月は君の嘘』の描き下ろしイラストがあしらわれている。特典として、初回生産限定盤には同作の登場人物である有馬公生、宮園かをり、澤部椿、渡亮太の「学生証カード」がランダムで封入されており、初回限定盤と通常盤の初回プレス盤にはメンバーのサインが入ったポスターのプレゼント応募ハガキが封入されている。
発売初日にしてiTunesのソング部門、アニメソング部門、ミュージックビデオ部門の3部門において、1位を獲得した。

## 収録内容
| 全作詞・作曲: Goose house。 |                                   |             |             |      |
| #                           | タイトル                          | 作詞        | 作曲・編曲  | 時間 |
| 1.                          | 「光るなら」                      | Goose house | Goose house | 4:14 |
| 2.                          | 「冬のエピローグ」                | Goose house | Goose house | 5:30 |
| 3.                          | 「光るなら -instrumental-」       | Goose house | Goose house | 4:12 |
| 4.                          | 「冬のエピローグ -instrumental-」 | Goose house | Goose house | 5:02 |
| 合計時間:                   | 合計時間:                         | 18:58       |             |      |

| 監督: Tabata Daichi |                           |      |            |
| #                   | タイトル                  | 作詞 | 作曲・編曲 |
| 1.                  | 「光るなら」(Music Video) |      |            |

## 楽曲解説
1. 光るなら
  - フジテレビ系ノイタミナアニメ『四月は君の嘘』前期オープニングテーマ[9]

同作のために書き下ろされた楽曲。クレジットはGoose houseとなっているが、実際には竹澤汀とワタナベシュウヘイによって書かれた[10]。
ミュージック・ビデオは、メンバーが輪になって演奏するシーンを主軸に、星空のプロジェクションマッピングを使用した映像になっている[11][12]。
2. 冬のエピローグ
アルバムには未収録。

## カバー
- Poppin'Party［戸山香澄（愛美）］ - アプリゲーム『バンドリ! ガールズバンドパーティ!』収録曲[13]（2017年3月27日追加）。アルバム『バンドリ！ ガールズバンドパーティ！ カバーコレクション Vol.1』（2018年6月27日）に収録[14]。
- carnivalxenon - 『SUPER BEST アニソン伝説 3 』（2017年2月8日）に収録[15]。